# Saudi Readymix Concrete Company

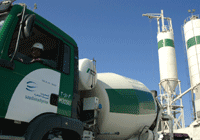
Saudi Readymix Concrete Betonmischer vor einem Betonwerk im Hintergrund

Die Saudi Readymix Concrete Company  ist ein saudi-arabisches Unternehmen mit Sitz in Khobar. Es  ist ein Hersteller und Lieferant von Transportbeton, Zement und Mauersteinen in Saudi-Arabien.  Das Unternehmen verfügt über 40 Produktionsstätten, 20 Vor-Ort-Fabriken und ist eine hundertprozentige Tochtergesellschaft der Khalid Ali Alturki & Sons Holding Company (Alturki Holding), einem Industriekonglomerat in Saudi-Arabien.
Saudi Readymix Concrete Company verfügt über eine Flotte von 624 Betonmischern (Stand Dezember 2024), die mit GPS ausgestattet sind, 188 mobilen Pumpen,  43 stationären Pumpen und 3 Steinbrüchen.

## Geschichte
Saudi Readymix Concrete Company Ltd. wurde 1978 gegründet. Die Produktion begann mit der Errichtung der ersten Fabrik in Saihat, Saudi-Arabien, und wurde mit der Errichtung von zwei Fabriken vor Ort, jeweils einer in Abqaiq und al-Dschubail, Saudi-Arabien, fortgesetzt und erweitert.
In den nächsten 20 Jahren wuchs Saudi Readymix weiter, indem es ein weiteres Werk in Jubail, eine Transportbetonfabrik in Dammam, Fabriken außerhalb der Ostprovinz in Riad und Dschidda eröffnete und seinen ersten Steinbruch in Abu Hadriyah erwarb.
1998 fusionierte Saudi Readymix Concrete Company Ltd. mit Inma Construction Materials Co. Ltd. und wurde eine hundertprozentige Tochtergesellschaft der Unternehmensgruppe von Khalid Ali Alturki & Sons (Alturki).